# Kavala FC
Kavala FC é um clube de futebol da cidade Kavala na Grécia, fundado em 1965. O Clube disputa a Greek Super League.
O clube foi formado em 1965 a partir da fusão de Phillipoi Kavala, Iraklis Kavala AE Kavala. 